# Ansegisel
Ansegisel, austrasisk prins, mördad/död 685. Son till den mäktige biskop Arnulf av Metz. Far till Pippin av Heristal.
Ansegisel var gift med Begga, dotter till Pippin av Landen, maior domus i Austrasien, ett frankiskt kungadöme.